# Élections législatives grecques de 1946
Les élections législatives grecques du 31 mars 1946 voient la victoire d'une coalition de partis nationalistes (menée par le Parti du peuple), qui remporte 206 des 354 sièges du parlement. Elles aboutissent à la nomination de Konstantínos Tsaldáris au poste de Premier ministre. Peu de temps après sa victoire électorale, cependant, celui-ci abandonne le pouvoir au profit de Themistoklís Sofoúlis.
Les élections de 1946 se déroulent dans un contexte de violence politique et sont marquées par le boycott de la gauche communiste (Parti communiste) et des républicains et libéraux de gauche. Avec la victoire de la droite, un référendum en faveur de la restauration de la monarchie est organisé, qui aboutit au retour de Georges II en Grèce.
C'est la dernière élection avant qu'éclate la guerre civile qui ne s'achèvera que trois ans plus tard avec la victoire définitive des royalistes.

## Contexte

### Contexte politique
Les élections législatives de 1946 sont les premières organisées sur l'ensemble du territoire national depuis dix ans : les précédentes élections législatives s'étaient déroulées en janvier 1936. Pour la première fois, la gauche était entrée au Parlement : la coalition entre le Parti communiste et le Parti agraire (Παλλαϊκό Μέτωπο) avait obtenu 5,76 % et 15 sièges, tandis que le Parti Démocratique allié à plusieurs petits partis agrariens républicains (Δημοκρατικός Συνασπισμός) avait remporté 4,21 % des voix et 11 sièges. Les Libéraux étaient arrivés en tête du scrutin mais sans majorité absolue. La Grèce connaissait alors une grave période d'instabilité politique et sociale. La disparition de figures de la vie politique grecque de l'époque (Kondýlis, Venizélos, Demertzís et Tsaldáris) au printemps aggrava la crise politique. Les conflits sociaux se multipliaient : les ouvriers des usines d'Éleusis déclarèrent la grève générale et illimitée en mars ; le 29 avril, les travailleurs des usines de tabac de Thessalonique se mirent eux aussi en grève ; la Confédération Générale des Travailleurs Grecs (Γενική Συνομοσπονδία Εργατών Ελλάδος), le principal syndicat ouvrier du pays, appela en mai à une grève générale nationale de 24 heures ; la police, assistée de l'armée, ouvrit le feu sur des manifestants à Thessalonique le 8 mai, faisant 12 morts et 32 blessés graves parmi les grévistes ; enfin, le 13 mai suivant, une autre grève nationale fut déclarée, réclamant l'établissement d'un système de retraites et de sécurité sociale géré par l'État. Prenant prétexte des grèves à répétition, le Premier Ministre Ioánnis Metaxás avait suspendu le 4 août 1936, avec l'assentiment du roi Georges II, la Constitution, les séances du Parlement, les réunions publiques et déclare illégal le Parti communiste. Metaxás avait instauré un régime fasciste et panoptique (dit régime du 4-Août) qui dura jusqu'au déclenchement de la Seconde Guerre mondiale. Le fait que le roi lui-même avait apporté son soutien à la dictature de Metaxás contribua à la défiance de la population envers la monarchie et la famille royale.
L'Italie fasciste envahit la Grèce le 28 octobre 1940 : la guerre italo-grecque tourna à l'avantage de la Grèce qui parvint à repousser l'invasion italienne, mais l'intervention de l'Allemagne nazie en avril 1941 en soutien aux Italiens fit tourner la guerre à l'avantage de l'Axe. La mort prématurée de Metaxás en janvier 1941 plongea le pays dans l'instabilité politique. Le successeur de Metaxás, Aléxandros Korizís, se suicide le 18 avril 1941, peu de temps avant l'arrivée des Allemands dans Athènes. Le Gouvernement et la famille royale se replièrent d'abord en Crète puis au Caire pour former un gouvernement en exil. Durant l'Occupation de la Grèce, trois gouvernements se disputèrent la légitimité politique : le Gouvernement en exil réuni autour du roi Georges II et de son Premier Ministre Geórgios Papandréou ; l'État hellénique, gouvernement qui signa l'armistice avec les Allemands et les Italiens et s'engagea dans la voie de la collaboration ; et le Front de libération nationale, l'EAM (Εθνικό Απελευθερωτικό Μέτωπο), mouvement de Résistance formé autour des Communistes et des Républicains. À partir de 1943, la branche armée de l'EAM, l'Armée populaire de libération nationale ou ELAS (Ελληνικός Εθνικός Λαϊκός Απελευθερωτικός Στρατός), commença à libérer le pays. La Résistance communiste entra en conflit avec la Ligue nationale républicaine grecque, l'EDES (Εθνικός Δημοκρατικός Ελληνικός Σύνδεσμος), d'obédience libérale, à partir d'octobre 1943.
L'ELAS entre dans Athènes libérée le 13 octobre 1944. Le Premier Ministre Papandréou du Gouvernement en exil arrive le 18 octobre suivant.

### Contexte économique
Pendant le conflit, la Grèce a perdu entre 8 % et 9 % de sa population, contre 1,5 % pour la France. Après la Pologne et l'Union Soviétique, la Grèce subit les pertes humaines et matérielles les plus lourdes en Europe, avec 8 à 9 % de la population décimée, contre 1,5 % en France. La famine de l'hiver 1941-42 tue entre 250 000 et 300 000 Grecs. Entre novembre 1943 et juillet 1944, 2 300 otages sont exécutés dans le Péloponnèse, et d'autres sont utilisés comme boucliers humains pour dissuader les saboteurs. Les Allemands multiplient les massacres, comme à Kalávryta, où 700 hommes et adolescents sont tués le 13 décembre 1943. Près de 900 villages sont entièrement rasés et 500 autres partiellement détruits.
Le Comité International de la Croix-Rouge évalua le nombre de victimes de la famine à 300 000 sur une population de 7 millions d'habitants. Voici ce que rapporte la Croix Rouge : « Hommes et femmes tombaient épuisés, dans la rue, et y mouraient souvent. Dans le silence de la nuit on pouvait entendre des gens couchés dans leurs lits crier d’une voix tourmentée : pinô, pinô (« j’ai faim , j'ai faim... »). Chaque jour des camions amenaient à la morgue des centaines de cadavres qu’on enterrait dans les fosses communes. ». L'impréparation totale du gouvernement collaborationniste et le désordre généralisé qui s'en suivit contribua à sa décrédibilisation et constitua un terreau fertile pour la Résistance : la famine avait provoqué une surmortalité de la classe d'âge 29-59 ans, et se tournaient vers la Résistance une population orpheline et jeune.
En 1945, la production agricole était inférieure de plus de 50 % à celle de 1939, et la moitié des ouvriers et paysans étaient au chômage. 65 % des véhicules à moteur, 95 % du matériel ferroviaire, 70 % des ponts et plus de 50 % du réseau routier étaient détruits ou inutilisables. L'inflation a fait exploser la circulation monétaire, passant de 24 millions à 68 milliards de drachmes entre 1941 et 1944, avec des prix, comme celui de l’huile, multipliés par 8 000.

## Campagne électorale

### Dekemvrianá
Les Britanniques se montrèrent intransigeants dans leur soutien au Gouvernement en exil et au retour de Georges II sur le trône de Grèce malgré la défiance généralisée de la population. Le statu quo de l'automne 1944 prévoyait qu'une régence serait temporairement assurée par l'archevêque Damascène d'Athènes. La Grèce était un pays stratégique pour la Grande-Bretagne en Méditerranée orientale et l'influence de la Résistance communiste était perçue comme un obstacle aux intérêts de Londres dans la région. L'armée britannique continua de stationner dans le Royaume après la Libération et y déploya même des renforts pour prévenir de toute insurrection communiste. Le général Scobie fut nommé par Churchill responsable des opérations britanniques dans le pays et était chargé, en vertu de l'accord de Caserte négocié entre les Britanniques et le Gouvernement grec en exil de Papandréou, du maintien de l'ordre.

Joëlle Fontaine note que 
À partir de l’été 1943, le Foreign Office est prêt à combattre l’EAM par tous les moyens, au prix de compromissions étonnantes. C’est ainsi que les Britanniques n’hésitent pas à livrer des armes aux petites organisations « nationalistes » du Péloponnèse ou de Macédoine, tout en n’ignorant rien de leur collaboration avec les occupants. Ils placent des hommes à eux dans le gouvernement collaborateur de Rallis : ce personnage ambigu prétend en effet qu’il a accepté ce poste par esprit de sacrifice, afin de se consacrer à la nécessaire lutte contre l’EAM, maintenant que la victoire alliée est assurée. Il place dans les Bataillons de sécurité qu’il a créés des officiers royalistes anglophiles.
Paul Euzière explique quant à lui que
Au général Ronald Scobie, commandant des troupes alliées en Grèce, le Premier ministre anglais donne une consigne claire : « agir [à Athènes] comme s’il s’agissait d’une ville conquise où se serait déclenchée une révolte locale. »

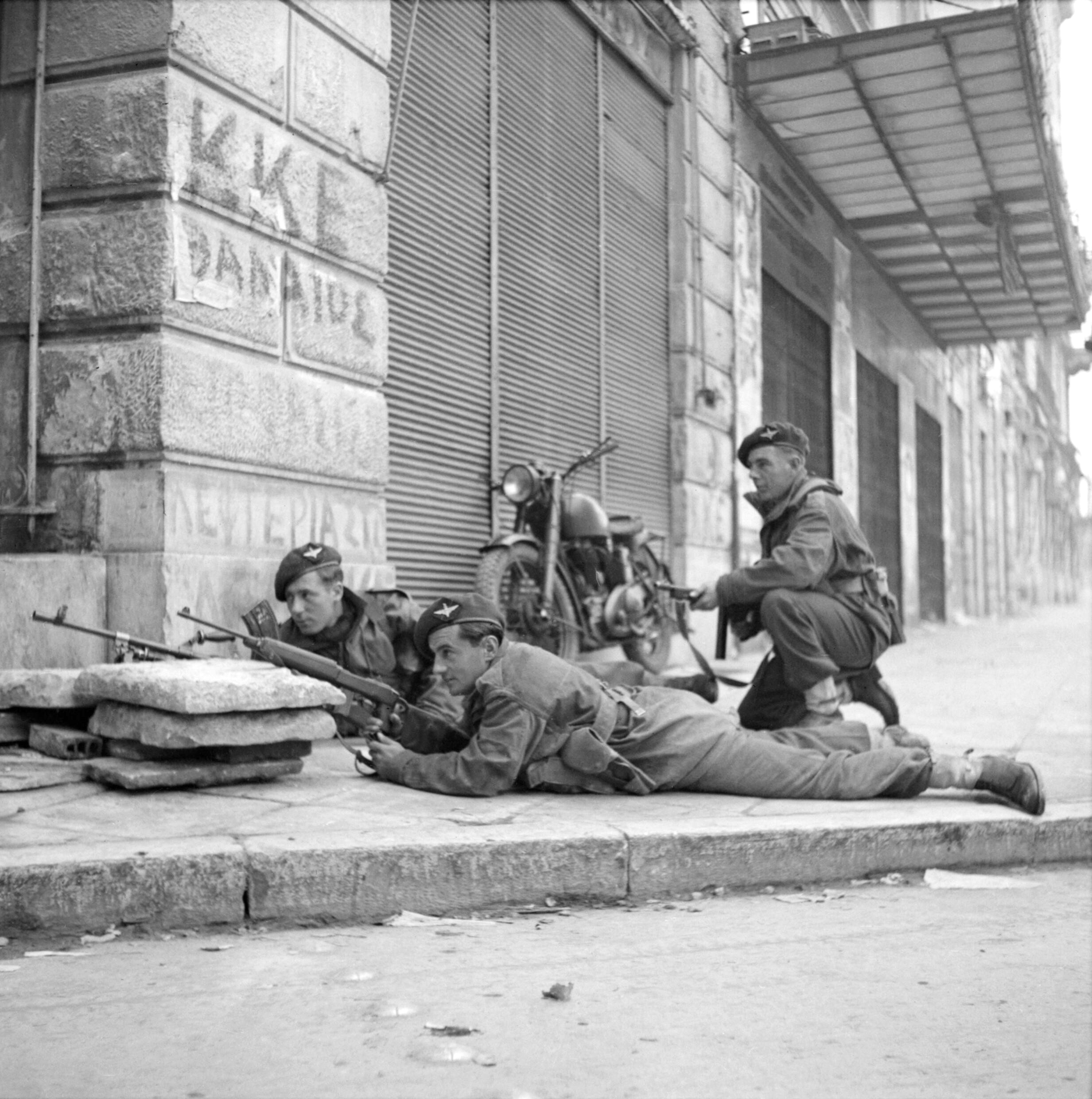
Les troupes britanniques durant la Dekemvrianá.

Le 3 décembre 1944, les forces britanniques et les troupes du gouvernement grec firent tirer sur 200 000 manifestants venus protester contre la présence britannique en Grèce et l'institution d'un gouvernement d'union nationale. 28 manifestants sont tués et une centaine blessés. Cette répression dégénéra en une confrontation totale : durant jusqu'à la mi-janvier, la guérilla urbaine entre Communistes de l'EAM et forces pro-gouvernementales est connue sous le nom d'évènements de décembre ou Dekemvrianá en grec (Δεκεμβριανά). Le 5 décembre, le Gouvernement décrète la loi martiale. L'armée britannique intervint pour soutenir le gouvernement grec, en utilisant de l'artillerie et des frappes aériennes contre les combattants de l'EAM et de l'ELAS. Au cours des combats, des civils furent pris dans le feu croisé, et les deux camps subirent d'importantes pertes. Les Britanniques jouèrent un rôle décisif dans le conflit, envoyant des renforts à Athènes pour rétablir l'ordre et garantir que les forces gouvernementales prévaudraient sur la faction communiste. Les Britanniques cherchaient également à désarmer les combattants de l'EAM/ELAS, qu'ils considéraient comme une menace communiste. Le Premier ministre britannique Winston Churchill, préoccupé par la propagation du communisme en Grèce, autorisa l'envoie de troupes, contre l'avis du président Roosevelt. La guérilla communiste a d'abord l'avantage et contrôle au 12 décembre les quartiers du centre-ville jusqu'au Pirée. L'envoi de la IVe division d'infanterie britannique redonna l'avantage aux forces britanniques et gouvernementales grecques.
Les violences urbaines, d'abord concentrées dans le centre d'Athènes autour de lieux stratégiques (siège de l'EAM près de l'Université, de l'État-Major britannique en Grèce installé à l'hôtel Grande-Bretagne, du ministère de l'Intérieur et de la Police situé rue du Stade et du Parlement sur la Place de la Constitution), s'étendaient jusqu'au Pirée à la mi-décembre. Les combats prient fin le 15 janvier 1946 avec le désarmement des combattants de l'ELAS : 5 000 d'entre eux furent envoyés dans la prison de Goudí et en exil intérieur tandis que selon les allégations du général Scobie lui-même, 8 000 autres sont envoyés dans des camps d'internement gérés par les Britanniques en Égypte et en Libye.

### Violences
Bien que les forces de l'EAM aient été vaincues militairement, la lutte politique et idéologique entre communistes et anti-communistes continua. Les Britanniques réussirent à sécuriser la position de la monarchie grecque et à établir un gouvernement conservateur, mais au prix d'un approfondissement du fossé entre les forces de gauche et de droite en Grèce. La violence et l'agitation entraînèrent également un effondrement général de l'ordre public, et de nombreux militants de gauche furent arrêtés ou se cachèrent. Les évènements de décembre avaient fait de 5 500 morts, 70 000 blessés et 25 000 déplacés. Le Livre Blanc : mai 1944-mars 1945 de l'EAM publié le 1er février 1945 sous le manteau à Tríkala (version anglaise publiée en août suivant par le Greek American Council à New York) parle de 20 000 morts.
Face au climat de violence banalisée contre les militants de gauche, les Libéraux auxquels se joint Nikólaos Plastíras, ancien Premier Ministre entre janvier et avril 1945 qui s'était révélé incapable de rétablir la concorde, adressèrent au Premier Ministre Pétros Voúlgaris une protestation formelle en octobre 1945 : « La terreur instaurée après les évènements de décembre par l'extrême-droite, dans tout le pays, s'amplifie tous les jours. Elle a pris un développement et une étendue qui rendent impossible la vie des citoyens non-royalistes et excluent même la pensée qu'on puisse procéder à un plébiscite libre ou a des élections. » Nikos Margaris comptabilise sur cette période d'un peu plus d'un an, allant de la Dekemvrianá à l'élection, 1 289 assassinats, 165 viols, 151 enlèvements et disparitions et 32 632 torturés.
Les accords négociés à Várkiza, station balnéaire de la banlieue d'Athènes, en février 1945 prévoyant le désarmement de l'EAM-ELAS, la mise en place d'un gouvernement d'union nationale et la tenue d'élections législatives, échouèrent à ramener la concorde. Tout au long de l'année 1945, 1 190 militants de gauche furent pris pour cibles et assassinés par des groupes paramilitaires d'extrême-droite, souvent issus des milices collaborationnistes de la guerre (comme l'Organisation X de Geórgios Grívas) : c'est la Terreur Blanche (Λευκή Τρομοκρατία). Mais l'accord ne prévoyait qu'une amnistie limitée car de nombreuses actions commises par la Résistance communiste pendant l'occupation allemande et la Dekemvrianá étaient considérées comme des crimes. On estime qu'environ 80 000 individus furent ainsi poursuivis.

## Scrutin
La date des élections fut fixée au 31 mars 1946, sans faire consensus cependant. Les Communistes et les libéraux de gauche comme Geórgios Kaphantáris du Parti Progressiste protestaient contre le climat et les conditions qui prévalaient. Ils demandèrent le 7 février 1946 le report de deux mois des élections. Dans le cas contraire, ils ont déclaré qu’ils s’abstiendraient aux élections. Cette proposition inquiétait sérieusement les Américains, qui estimaient que le report des élections pourrait entraîner d’importantes complications diplomatiques. Les Conservateurs du Parti du Peuple étaient eux aussi partagés : ils craignaient que les Britanniques ne se retirent de Grèce immédiatement après les élections. Cette opinion était aussi celle du gouvernement et des Libéraux au pouvoir, mais la menace de suspension de l'aide américaine le contraignit finalement à accepter la tenue d'élections le 31 mars 1946. Les demandes de report du scrutin avaient aussi été rejetées par le gouvernement britannique sous le prétexte que les accords négociés à Várkiza prévoyaient au plus tard la tenue des élections législatives à la fin du mois de mars 1946 et un référendum sur le retour du roi Georges II dans le pays au plus tard en 1948.
L'intransigeance du Gouvernement sous pression des Américains et des Britanniques fit que la gauche boycotta le scrutin.
La loi du 27 février 1946 définit les règles pour l'organisation et le déroulement des élections parlementaires en Grèce. Les principales dispositions incluent la détermination des circonscriptions et le nombre de sièges parlementaires en fonction de la population électorale, ainsi que les règles concernant les dépôts des candidats et les fonds de sécurité. Elle aborde également la suspension de certaines lois existantes, la création de nouvelles circonscriptions électorales et le tirage au sort des membres des comités électoraux. La loi prévoit des sanctions pour les violations électorales, augmente les amendes pour certaines infractions et décrit le processus de compensation des responsables des élections. De plus, elle établit le rôle des observateurs alliés dans la surveillance des élections.
La Grèce étant toujours de jure une monarchie mais le roi Georges II se trouvant toujours à Londres faute de consensus sur son retour, la loi est sanctionnée par le régent Damascène.

## Résultats

### Mission alliée d'observation
Sur un corps électoral de 2, 1 millions de votants, 1 121 693 d'entre eux soit 48, 9 % ont pris part au scrutin. Le Parti communiste choisit de boycotter ces élections. Cependant, après la fin de la guerre civile , en octobre 1950, la direction du Parti reconnut que le choix de l'abstention avait été une « erreur opportuniste sectaire », qu'elle a qualifiée d'« erreur tactique ». Les experts de la Mission alliée venus des États-Unis, de France et du Royaume-Uni (les Soviétiques invités par Washington avaient décliné), l'AMFOGE, qui a supervisé les élections ont estimé que la fraude électorale n'avait pas dépassé 2 % des voix et ont recommandé que toutes les listes électorales en Grèce soient complètement révisées, avant de solliciter à nouveau l'avis du peuple grec, afin qu'à l'avenir il n'y ait aucun prétexte à la fraude. Olivier Delorme montre cependant que la Mission alliée « n'a pas pu ou pas voulu réviser sérieusement les listes électorales : alors qu'au moins 8 % des Grecs ont disparu depuis 1941, le nombre des inscrits avoisine celui de 1936... Car non seulement l'AMFOGE a négligé la question des listes électorales, mais elle fait également abstraction du contexte : les 1 300 observateurs se bornent à valider techniquement un scrutin qui n'a été ni sincère, ni équitable. ».

### Post-élection
Dans l’ensemble, le nouveau parlement a favorisé l’orientation de la Grèce vers la politique britannique et américaine. La nouvelle assemblée ne compte ainsi aucun député de gauche. C'est la chambre la plus à droite de l'histoire parlementaire grecque : le Parti du Peuple, avec 206 sièges, disposait d'une majorité absolue confortable pour mener une politique conservatrice et anticommuniste, soutenu sur ce point par les Libéraux de Sophoklis Venizélos et surtout les 20 députés du Parti national de Napoléon Zervas : Zervas, ancien chef de la Ligue nationale républicaine grecque, avait été un adversaire pendant la guerre des Communistes de l'EAM.

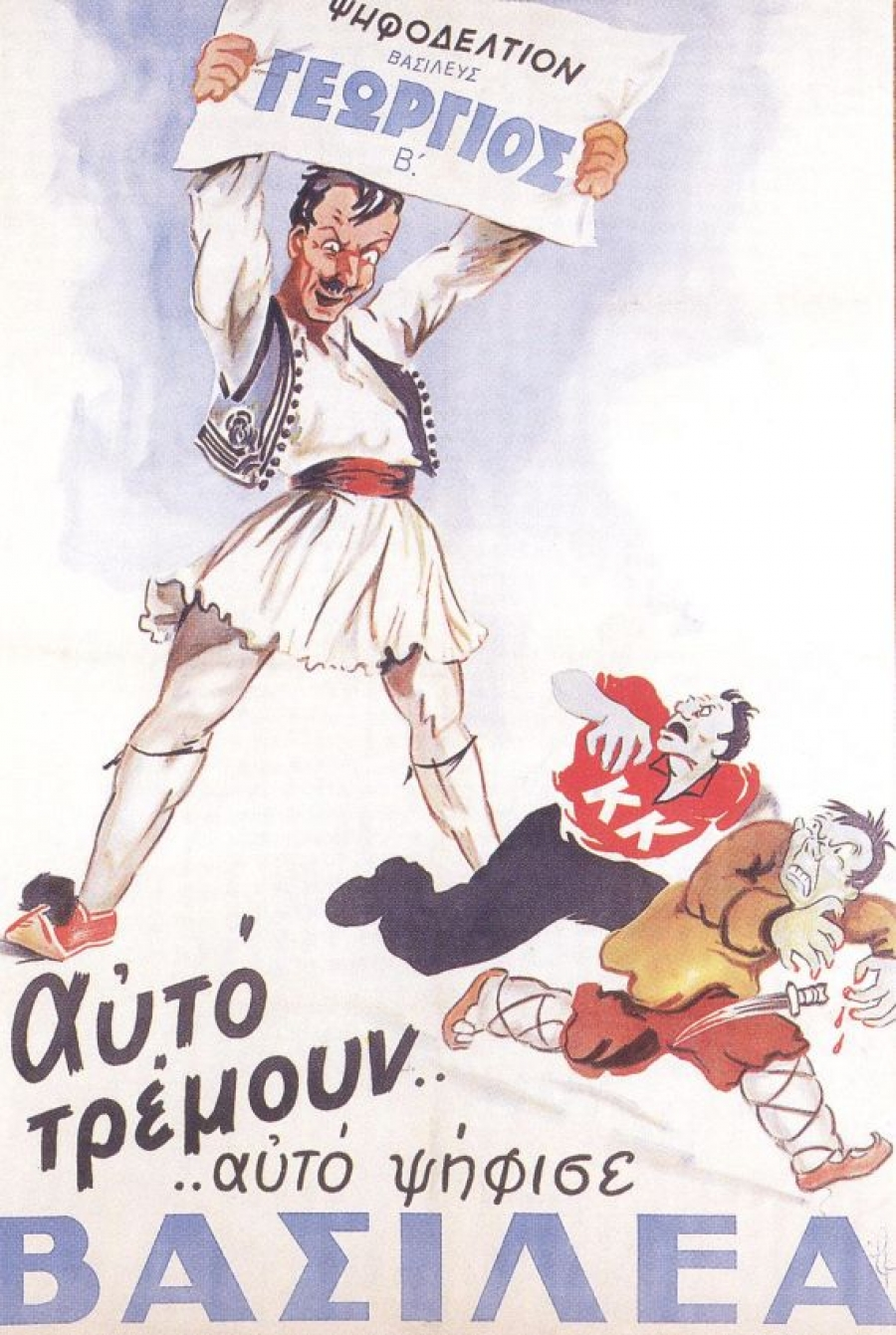
Affiche de propagande royaliste en faveur du retour de Georges II : « Voilà celui qu'ils craignent [les Communistes]... Votez pour le Roi ! »

À l'issue du scrutin, le gouvernement libéral sortant de Sofoúlis démissionne. La question du maintien ou non de la monarchie fut au coeur des discussions politiques de la nouvelle assemblée. Ainsi analysait le journal Eleftheria deux jours après les résultats : « Les résultats des élections grecques soulèvent une question, qui pourrait s'avérer d'une importance exceptionnelle pour le gouvernement britannique dans ses relations avec la Grèce post-élection. Si le Parti du Peuple forme un gouvernement, ils mettront les menaces de leurs dirigeants à exécution et exigeront immédiatement le retour du roi Georges. S'ils agissent ainsi, ils disposeront d'une majorité parlementaire suffisante pour imposer leur volonté... »
Souhaitant que se forme un front anticommuniste le plus large possible, l'ambassadeur britannique à Athènes fit pression et obtint d'ailleurs le 4 avril suivant la composition d'un gouvernement de coalition. Les Libéraux n'acceptèrent de rejoindre la coalition à la condition que le retour du roi en Grèce fût reportée sine die. Formé autour de l'ancien président du Conseil d'État Panagiótis Poulítsas, ce gouvernement de coalition tombe cependant deux semaines plus tard. Lui succède le gouvernement conservateur de Konstantínos Tsaldáris : celui-ci organisa un référendum en septembre suivant sur le retour ou non de Georges II : le référendum, entaché d'irrégularités, déboucha sur un oui massif et le roi retrouva effectivement son trône.
Devenu Premier Ministre, Tsaldáris commue la peine de mort de l'ancien chef de l'État hellénique collaborationniste, Geórgios Tsolákoglou, en une peine de prison à vie.
Entre la victoire des Conservateurs en avril 1946 et le mois de mai 1947 suivant, on dénombre 116 militants de gauche assassinés, 31 blessés, 114 torturés, 4 bâtiments incendiés et 7 bureaux politiques saccagés.
Dans la nuit du 30 au 31 mars 1946, jour du scrutin, l'EAM-ELAS attaqua un poste de gendarmerie à Litóchoro, village au pied du mont Olympe. 17 gendarmes furent assassinés. Le général Tsakalotos écrivit que « dans la nuit du 30 au 31 mars 1946, sous les balles des révolutionnaires à Litóchoro, commença la bataille pour la Nation (Μάχη του Έθνους) » : le début de la guerre civile.